# ЯйцЫ Fаберже
ЯйцЫ Fаберже — российская группа, исполняющая ска-панк. Основана в 2003 году в г. Орёл. Название группы отсылает к известным ювелирным изделиям, пасхальным яйцам Карла Фаберже. 
Группа наряду с обычными для рок-музыки инструментами активно использует духовые. 
Участник фестивалей «Нашествие» 2008—2011.

## Состав
- Нильс (вокал)
- Бадис (барабаны)
- Петя  (бас, бэки)
- Тёмсон (гитара)
- Стас «Ptitza» (тромбон, бэки)
- Сережа "Молодой" Стрельников (тенор-саксофон)
- Артём «Паспарту» (труба)
- Михаил Подустов (баян)

## Альбомы
- Ямайские Волки (2004)
- Вкрутую (2006)
- Провокация (2007)
- Любовь и Ненависть (2010)
- Корсары (макси-сингл) (2013)
- Вещдоки (2017)
- Батя (2023) (сингл)
- 33 (2023) (сингл)
- Отпуск (2023) (сингл)
- Свобода Version 2023 (2023) (сингл)

## Видеография

### Видеоклипы
- 2014 — «Финки»
- 2014 — «Все на футбол!»
- 2014 — «Фортуна»
- 2015 — «Вороны-москвички»

Песня «Все на футбол» является официальным саундтреком к фильму «Околофутбола», также в Орле 31 августа 2013 года режиссёром Григорием Иванцом был снят клип на эту песню.